# Salvator Gotta
Salvator Gotta (ou Salvatore Gotta), né le 18 mai 1887 à Montalto Dora et mort le 7 juin 1980 à Rapallo, est un écrivain et scénariste italien.

## Biographie
Salvator Gotta nait le 18 mai 1887 à Montalto Dora, Piémont, dans une riche famille de la bourgeoisie piémontaise. Son père était magistrat ; sa mère, Luisa Pavese Giorcelli, était une parente de Cesare Pavese. En raison des engagements professionnels de son père, la famille déménage à Ivrée, siège du tribunal. Inscrit à la faculté de droit de Turin après avoir fréquenté le lycée de la ville, il entre en contact avec le milieu intellectuel des « samedis littéraires » organisés par Arturo Graf. Il y rencontre Guido Gozzano, Giuseppe Giacosa, Mario Dogliotti et Francesco Pastonchi. Au cours de ses études universitaires, il publie son premier recueil de nouvelles, Prima del sonno (1909). Diplômé en droit, il travaille chez un avocat à Ivrée et commence à collaborer avec divers périodiques, dont Il Marzocco et La Lettura.
En mars 1913, il épousa Adelina Cagliero, avec qui, en janvier 1916, il a son fils unique, Massimo. Au début de la guerre, il se porte volontaire pour la Croix-Rouge, puis devient sous-lieutenant d'artillerie au printemps 1917. Il est démobilisé avec le grade de lieutenant et une médaille d'argent pour sa bravoure. La même année, il publie son premier roman à succès, Il figlio inquieto. Dans ce roman, apparaissent déjà certains traits typiques de sa production, marquée par un goût de la fin du XIXe siècle, visant à la reconstitution nostalgique d'une société au bord de la disparition. En outre, le personnage de Claudio Vela apparaît dans le récit, l'un des nombreux personnages de cette immense fresque qui deviendra plus tard La saga de i Vela.
En 1919, il fait également ses premiers essais sur scène avec La nuova ricchezza, œuvre réaliste qui ne rencontre pas la faveur du public, tout comme Lontananze (1923). À partir de 1920, il se consacre exclusivement à la littérature, s'engageant avec son éditeur à produire un roman par an. Sa renommée se consolide avec l’avènement du fascisme, auquel il adhère avec enthousiasme.
En 1925, il est l'auteur des paroles de l'hymne fasciste officiel, Giovinezza. En 1926, il publie son premier roman pour enfants, Piccolo alpino, dans lequel convergent des tons triomphalement nationalistes et quelques références à Edmondo De Amicis. Plus imprégnés encore d'idéologie et de pédagogie fascistes sont les livres pour enfants publiés plus tard, L'altra guerra del piccolo alpino (1935) et Il piccolo legionario in Africa Orientale (1938), exaltations de l'impérialisme et de squadrisme.
En 1936, La damigella di Bard sera son seul triomphe théâtral. La comédie, dans laquelle sont exaltées les valeurs d'une société de tradition ancienne et noble contre la vulgarité moderne, aura une adaptation cinématographique à succès réalisée par Mario Mattoli et mettant en vedette Emma Gramatica.
Collaborateur de longue date du Corriere della Sera, il déménage en 1933 avec sa famille d'Ivrée à Milan, où il reste jusqu'en 1943, date à laquelle, pour échapper aux bombardements alliés, il s'installe à Portofino. Monarchiste convaincu, Gotta n'adhère pas à la République sociale italienne, un choix qui lui vaut des accusations de trahison de la part des milieux fascistes et une interdiction de diffuser ses livres.
Entre 1940 et 1942, il publie un roman à succès en trois volumes, Ottocento. Dès le titre et le choix d'une forme datée comme le cycle de romans, Gotta révèle une fois de plus sa dette envers la littérature du XIXe siècle et son intérêt pour les événements du Risorgimento. Le récit, qui suit les aventures d'une famille dans les années de la Seconde Guerre d'Indépendance, entremêle les histoires de personnages imaginaires et de personnages historiques (Napoléon III, Cavour, l'impératrice Eugénie, la comtesse de Castiglione...).
Le Risorgimento restera sa principale source d'inspiration même après la Seconde Guerre mondiale, notamment dans l'énorme cycle La saga de i Vela, publié en 1954, qui comprend Ottocento et une douzaine d'autres romans. L'ambition de Gotta, déclarée dès le sous-titre, est de raconter l'histoire nationale à travers "cent ans de la vie d'une famille italienne". Toujours en relation avec l'épopée du Risorgimento, à partir des années 1950, il se consacre également à la diffusion historique.
Après avoir abandonné la rhétorique nationaliste, il revient en 1953 à la littérature jeunesse avec La più bella novella del mondo e altre memorie e storie, tandis que son goût pour la reconstitution nostalgique s'exprime le mieux dans L'almanacco di Gotta (1959), récit autobiographique et galerie de portraits des maîtres et amis croisés tout au long de leur vie.
À partir des années 1960, avec le changement du climat culturel, sa fortune littéraire commence à décliner. Les textes populaires des années 70, comme L'avventuroso Murat (1971), et surtout la rubrique courrier destinée aux jeunes lecteurs dans Topolino, témoignent d'un dialogue ininterrompu avec les jeunes générations. Sa dernière œuvre significative, Tre maestri: Fogazzaro, Giacosa, Gozzano (1975), est une autre œuvre autobiographique, une reconstitution émouvante de quelques figures fondamentales de sa formation intellectuelle.
Salvator Gotta meurt à Rapallo le 7 juin 1980.

## Œuvres traduites
- Lula (mysticisme et sensualité). Traduit de l'italien par Maria Croci (1926)
- La Plus Belle Femme du monde, roman, Traduit de l'italien, par Marie Croci (1925)[5]
- Pour une seule femme ("la Sagra delle vergini"), roman, Traduction de Guillemette de Beauvillé (1957)
- Le Fils du Cervin ("il Figlio del Cervino"), Traduction de Guillemette de Beauvillé, Illustrations de Michel Gourlier, Éditions Alsatia, coll. « Signe de Piste », 1958